# Gornja Bela Reka
Gornja Bela Reka es un pueblo ubicado en la municipalidad de Nova Varoš, en el distrito de Zlatibor, Serbia.

## Superficie
Posee una superficie de 14,67 kilómetros cuadrados.

## Demografía
Hasta 2011 la población era de 165 habitantes, con una densidad de población de 11,25 habitantes por kilómetro cuadrado.